# Мулај Рашид
Принц Мулај Рашид од Марока (арап. الأمير مولاي رشيد; је рођен у Рабату, 20. јуна 1970. године) је марокански принц, син краља краља Хасана II. 